# Satz von Denjoy
In der Mathematik ist der Satz von Denjoy ein grundlegendes Resultat aus der Theorie der dynamischen Systeme. Es besagt, dass zweimal stetig differenzierbare Selbstabbildungen des Kreises keine Cantor-Menge invariant lassen können, und weiterhin dass zweimal stetig differenzierbare Selbstabbildungen des Kreises mit irrationaler Rotationszahl stets zu einer Drehung topologisch konjugiert sind. Beide Resultate sind falsch für nur einmal stetig differenzierbare Selbstabbildungen.

## Invariante Mengen
Für einen orientierungserhaltenden Diffeomorphismus {\displaystyle f\colon S^{1}\to S^{1}} ist jede minimale nicht-leere abgeschlossene invariante Teilmenge von {\displaystyle S^{1}} entweder
- eine endliche Menge, oder
- ganz {\displaystyle S^{1}}, oder
- eine Cantor-Menge.[1]

Das folgende Beispiel zeigt, dass der dritte Fall für {\displaystyle C^{1}}-Diffeomorphismen tatsächlich möglich ist. Der Satz von Denjoy besagt jedoch, dass der dritte Fall für {\displaystyle C^{2}}-Diffeomorphismen nicht eintreten
kann. Insbesondere sind im Fall irrationaler Rotationszahl dann alle Orbiten dicht in {\displaystyle S^{1}}.

## Denjoy's Beispiel
Es gibt einen orientierungserhaltenden {\displaystyle C^{1}}-Diffeomorphismus {\displaystyle f\colon S^{1}\to S^{1}}, der keine periodischen Punkte hat, aber eine Cantor-Menge invariant lässt.
Zu jeder irrationalen Zahl {\displaystyle \alpha } kann man einen solchen Denjoy-Diffeomorphismus konstruieren, der zur Drehung {\displaystyle R_{\alpha }} semi-konjugiert ist.
Die Idee ist grob wie folgt. Man nehme den Orbit {\displaystyle R_{\alpha }^{n}(z_{0})} einer irrationalen Drehung, dies ist eine abzählbare dichte Menge {\displaystyle A\subset S^{1}}. Man schneide {\displaystyle S^{1}} in den Punkten von {\displaystyle A} auf. Für jedes {\displaystyle R_{\alpha }^{n}(z_{0})\in A} fülle man ein Intervall {\displaystyle I_{n}} ein, dabei soll die Summe der Intervalllängen endlich sein, damit der so konstruierte Raum wieder homöomorph zum Kreis ist. Man konstruiert eine stetige monotone Abbildung, die außerhalb der eingefügten Intervalle die
Drehung {\displaystyle R_{\alpha }} ist und {\displaystyle I_{n}} stetig und streng monoton auf {\displaystyle I_{n+1}} abbildet. Man erhält einen Homöomorphismus (eines zu {\displaystyle S^{1}} homöomorphen Raumes), der keine periodischen Punkte hat, eine Cantor-Menge invariant lässt und zu einer irrationalen Drehung konjugiert ist. Man kann ihn so modifizieren, dass er {\displaystyle C^{1}} wird.
Der Abbildungstorus der Einschränkung dieser Abbildung auf die invariante Cantor-Menge wird als Denjoy-Solenoid bezeichnet.

## Satz von Denjoy
Wenn {\displaystyle f\colon S^{1}\to S^{1}} ein orientierungserhaltender {\displaystyle C^{2}}-Diffeomorphismus ist, dann ist jede minimale nicht-leere abgeschlossene invariante Teilmenge von {\displaystyle S^{1}} entweder
eine endliche Menge, oder
ganz {\displaystyle S^{1}}.
Man erhält als Folgerung aus dem Satz von Denjoy, dass jeder orientierungserhaltende {\displaystyle C^{2}}-Diffeomorphismus mit irrationaler Rotationszahl zu einer Drehung topologisch konjugiert ist. (Auch dieser Satz wird als Satz von Denjoy bezeichnet. Mit diesem Satz widerlegte Arnaud Denjoy eine Vermutung von Henri Poincaré.)
Im Allgemeinen ist die konjugierende Abbildung nur stetig. Unter gewissen arithmetischen Voraussetzungen an die Rotationszahl erhält man aber eine differenzierbare Konjugationsabbildung.

## Blätterungen
Suspension einer Abbildung {\displaystyle S^{1}\to S^{1}} gibt eine Blätterung auf dem 2-dimensionalen Torus. Denjoy's Beispiel zeigt, dass eine {\displaystyle C^{1}}-Blätterung eine exzeptionelle Minimalmenge haben kann und aus dem Satz von Denjoy folgt, dass eine {\displaystyle C^{2}}-Blätterung einer Fläche keine exzeptionellen Minimalmengen besitzt.
Es gibt hingegen Beispiele von {\displaystyle C^{\infty }}-Blätterungen der Kodimension 1 auf höher-dimensionalen Mannigfaltigkeiten, die eine exzeptionelle Minimalmenge haben. Die höher-dimensionale Verallgemeinerung des Satzes von Denjoy ist stattdessen der Satz von Sacksteder: eine exzeptionelle Minimalmenge einer {\displaystyle C^{2}}-Blätterung der Kodimension 1 auf einer kompakten Mannigfaltigkeit enthält immer ein Blatt mit nichttrivialer linearisierter Holonomie.